# تاتيانا بانوفا
تاتيانا بانوفا (بالروسية: Панова, Татьяна Юрьевна) مواليد 13 أغسطس 1976 في موسكو، هي لاعبة كرة مضرب روسية سابقة بدأت مسيرتها كمحترفة سنة 1994 وكانت تلعب باليد اليمنى، اعتزلت اللعب في 2006. أعلى تصنيف لها في الفردي كان 20. أعلى تصنيف لها في الزوجي كان المركز الـ 75 في سنة 2003.

## النهائيات

### الفردي: 3 (0–3)
| الحصيلة | الرقم | التاريخ        | البطولة                             | الأرضية | المنافس      | النتيجة  |
| ------- | ----- | -------------- | ----------------------------------- | ------- | ------------ | -------- |
| الوصافة | 1.    | 19 نوفمبر 2000 | تايلاند المفتوحة للسيدات، تايلاند   | صلبة    | آن كريمر     | 1–6 4–6  |
| الوصافة | 2.    | 6 يناير 2002   | أوكلاند المفتوحة للسيدات، نيوزيلندا | صلبة    | أنا سماشنوفا | 2–6 2–6  |
| الوصافة | 3.    | 7 أبريل 2002   | ساراسوتا، الولايات المتحدة          | ترابية  | يلينا دوكيتش | 2–6, 2–6 |

### الزوجي: 1 (0–1)
| الحصيلة | الرقم | التاريخ       | البطولة                           | الأرضية | الشريك              | المنافس                   | النتيجة  |
| ------- | ----- | ------------- | --------------------------------- | ------- | ------------------- | ------------------------- | -------- |
| الوصافة | 1.    | 4 نوفمبر 2002 | تايلاند المفتوحة للسيدات، تايلاند | صلبة    | لينا كراسنوروتسكايا | كيلي ليجن ريناتا فوراكوفا | 5–7, 6–7 |

## روابط خارجية
- تاتيانا بانوفا على موقع رابطة محترفات التنس (الإنجليزية)
- تاتيانا بانوفا على موقع الاتحاد الدولي لكرة المضرب (الإنجليزية)
- تاتيانا بانوفا على موقع كأس بيلي جين كينغ (الإنجليزية)
- تاتيانا بانوفا على موقع خلاصة التنس.كوم (الإنجليزية)